# Liga 1 Tour

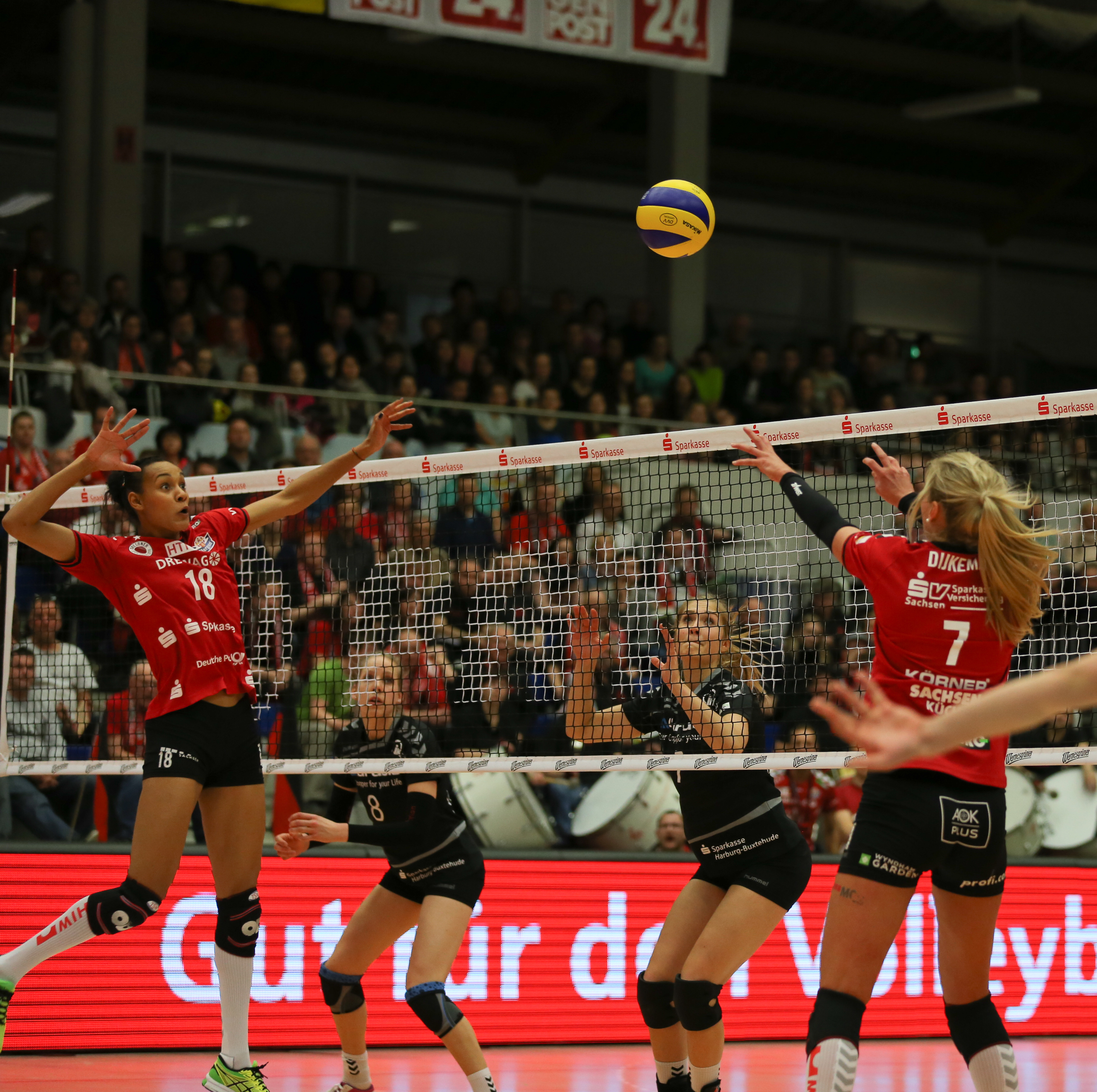

A Liga 1 Tour é uma competição esportiva internacional organizada em formato de circuito, com etapas mensais realizadas em diferentes países. O torneio é regido por um sistema de pontos acumulativos, que define a classificação dos atletas e equipes ao longo da temporada. A fase final do circuito é denominada Copa do Mundo, na qual participam os melhores classificados do ranking.

## Estrutura da competição
O circuito é composto por etapas mensais, cada uma sediada em uma cidade diferente. Em cada etapa, os competidores disputam pontos no ranking geral de acordo com seu desempenho. O modelo busca equilibrar regularidade e alto rendimento, premiando tanto a consistência ao longo do ano quanto resultados de destaque em competições específicas.
Ao final da temporada, os atletas e equipes mais bem colocados no ranking qualificam-se para a Copa do Mundo, fase final que consagra o campeão da Liga 1 Tour.

## Nome e identidade
O nome “Liga 1 Tour” foi adotado por sua neutralidade linguística e aplicabilidade internacional. O termo “Liga” remete ao caráter competitivo e contínuo, enquanto “Tour” faz referência ao formato itinerante da competição, realizada em diferentes países.

## Sedes
As sedes do circuito são definidas de forma rotativa, levando em consideração fatores como infraestrutura esportiva, logística, interesse regional e tradição cultural. Essa rotatividade permite que a competição alcance um público global diversificado.
Copenhague terá a primeira etapa da Liga 1 Tour.

## Sistema de pontuação
O sistema de pontuação é cumulativo e varia conforme o desempenho em cada etapa. Os pontos obtidos determinam a posição no ranking internacional da temporada, utilizado como critério de acesso à Copa do Mundo.

## Objetivos
A Liga 1 Tour tem como principais finalidades:
- Estabelecer um circuito internacional regular e padronizado;
- Criar um ranking mundial unificado;
- Ampliar a visibilidade internacional do esporte;
- Estimular o intercâmbio esportivo e cultural entre países.[2]

1. 1 2 3  «Liga Mundial de Voleibol». Wikipédia, a enciclopédia livre. 6 de abril de 2021. Consultado em 18 de agosto de 2025
2. 1 2  «Federação Internacional de Voleibol». Wikipédia, a enciclopédia livre. 22 de abril de 2025. Consultado em 18 de agosto de 2025